# Notopygus raricolor
Notopygus raricolor är en stekelart som först beskrevs av Aubert 1985.  Notopygus raricolor ingår i släktet Notopygus och familjen brokparasitsteklar. Inga underarter finns listade i Catalogue of Life.